# Francisco Flores Pérez
Francisco Guillermo Flores Pérez (Santa Ana, 17 ottobre 1959 – San Salvador, 30 gennaio 2016) è stato un politico salvadoregno.
È stato Presidente di El Salvador dal giugno 1999 al giugno 2004 come membro ed esponente del partito conservatore ARENA.